# Minya (gouvernement)
Gouvernement Minya (Arabisch: محافظة المنيا ) is een van de gouvernementen in Egypte.

## Demografie

### Statistiek
- Oppervlakte: 32,279 km²
- Percentage van Egypte: 3,2%
- Inwoneraantal: 3.700.000
- 115 mensen per km²

## Bestuurlijke indeling
- Het gouvernement Minya bestaat uit 9 steden, 57 lokale bestuurlijke eenheden, 346 kleine plaatsen en 1429 dorpen.

## Geografie

### Steden/plaatsen/dorpen
De hoofdstad van het gouvernement is het gelijknamige Minya. Het gouvernement heeft een van de hoogste inwoneraantallen van Egypte. Het bestaat uit negen steden en 3.375 plaatsen.
De negen steden zijn:
- Abu Qirqas
- El Idwa
- Minya
- Beni Mazar
- Deir Mawas
- Maghagha
- Mallawi
- Matai
- Samalut

Andere plaatsen zijn onder andere:
- Achetaton (Amarna)
- Dehenet (Akoris of Tihna el Gebel)
- Ansena (Antinopolis of Sheikh Ibada)
- Beni Hasan
- Deir el-Bersha
- el-Sheikh Sa'id
- Fraser Tombs
- Hatnub
- Hebenu (Kom el Ahmar)
- Herwer (Hur)
- Khmun (Hermopolis Magna of El Ashmunein)
- Per Medjed (Oxyrhynchus of El Bahnasa)
- Sharuna (el-Kom el-Ahmar Sawaris)
- Speos Artemidos (Istabl Antar)
- Tuna el-Gebel
- Zawyet el-Maiyitin

## Onderwijs
Het gouvernement Minya heeft een universiteit.

## Nationale feestdag
De nationale feestdag van het gouvernement Minya is op 18 maart. Ter nagedachtenis van wie gestorven zijn bij Deir Mawas op 18 maart 1919.

## Economie
Het gouvernement Minya is een belangrijke agrarische en industriële regio met onder andere suikerbiet, katoen, bonen, sojabonen, knoflook, uien en groenten zoals tomaat, aardappel, watermeloen en druiven.

## Belangrijke inwoners
- Abdel Hakim Amer, militair generaal
- Achnaton, farao van de achttiende dynastie
- Choefoe, tweede farao van de vierde dynastie
- Hoda Shaarawi, activiste
- Louis Awad, schrijver en intellectueel
- Maria al-Qibtiyya, vrouw van Mohammed
- Sanaa Gamil, actrice
- Suzanne Mubarak, first lady van Egypte
- Taha Hussein, schrijver en intellectueel